# Rozmowy polskie latem 1983
Rozmowy polskie latem 1983 – powieść Jarosława Marka Rymkiewicza z 1984 roku.
Powieść wydana w 1984 roku w drugim obiegu stała się jedną z najgłośniejszych polskich pozycji lat osiemdziesiątych. Z jednej strony wzbudziła zachwyt, z drugiej stała się obiektem ataków, zwłaszcza ze strony ówczesnej władzy. Za jej publikację autor został wyrzucony z PAN.

## Treść
Akcja rozgrywa się przy końcu stanu wojennego. W pensjonacie pani Anieli, nad jeziorem Wigry, wakacje spędza grupa intelektualistów, którzy umilają sobie czas rozmowami. Jednym z bohaterów a zarazem narratorem jest pisarz — pan Mareczek, który snuje opowieść w sposób żartobliwy i ironiczny. Tematem ich rozmów są zarówno zwykłe sprawy codzienne jak i problemy polityczno-filozoficzne dotyczące komunizmu, sensu historii oraz przyszłości.